# اتحادیه فوتبال اسرائیل
اتحادیه فوتبال اسرائیل (عبری: ההתאחדות לכדורגל בישראל‎) با تلفظ لاتین (HaHit'aḥdut leKaduregel beIsrael- lit) با نام کوتاه شدهٔ ( IFA) بالاترین نهاد اداره‌کننده فوتبال در کشور اسرائیل است که پس از جنگ جهانی دوم در سال ۱۹۵۰ میلادی بنیان‌گذاری شد، اما این اتحادیه در ۱۷ مه ۱۹۲۹ به عضویت فدراسیون بین‌المللی فوتبال فیفا درآمده بود. این نهاد در آغاز در سال ۱۹۵۴ میلادی به عضویت کنفدراسیون فوتبال آسیا درآمد اما به دلیل مسائل سیاسی و عدم بازی تیم‌های عربی با تیم ملی این کشور، این نهاد در سال ۱۹۷۴ از کنفدراسیون فوتبال آسیا جدا شد.
در میان سال‌های ۱۹۷۴ تا ۱۹۹۲ اتحادیه فوتبال اسرائیل به صورت رسمی عضو هیچ نهاد منطقه‌ای فوتبال نبود و تنها در مسابقاتی که تحت مسئولیت فیفا برگزار می‌شد با تیم‌های کنفدراسیون فوتبال اقیانوسیه، یوفا و کونمبول بازی می‌کرد. این نهاد در سال ۱۹۹۲ درخواستی را به اتحادیه یوفا بر مبنای پذیرش در اروپا صادر کرد و دو سال پس از آن یعنی در سال ۱۹۹۴ با تأیید این درخواست از سوی اتحادیه یوفا، این نهاد به صورت رسمی به عضویت اتحادیه یوفا درآمد.
این نهاد اداره‌کننده لیگ برتر اسرائیل، لیگ ملی (لیگ سطح دوم)، لیگ الف (دسته دوم)، لیگ بِت (دسته سوم) و لیگ ج (دسته چهارم) است. همچنین این نهاد اداره‌کننده تیم ملی اسرائیل در تمامی رده‌های سنی (مردان و زنان) و همچنین جام حذفی و جام توتو (جام اتحادیه) است. مقر این اتحادیه در شهر رمت گن در نزدیکی ورزشگاه رمت گن واقع شده است.